# Karl Hummel (Botaniker)
Karl Hummel (* 25. April 1902 in Weiler; † 28. Dezember 1987 ebenda) war ein deutscher pharmazeutischer Botaniker sowie orientalischer Philologe und Apotheker.

## Leben

### Jugend und Ausbildung
Karl Hummel besuchte von 1912 bis 1921 das benediktinische Klostergymnasium bei St. Stephan in Augsburg. Nach dem Abitur studierte er indogermanische Sprachwissenschaften, insbesondere Indologie und das Sanskrit bei Wilhelm Geiger an der Ludwig-Maximilians-Universität in München und wurde 1925 dort in orientalischer Philologie promoviert.
Die anschließend geplante Orientreise kam vorerst nicht zustande und Karl Hummel arbeitete in der Wartezeit als Praktikant in der elterlichen Apotheke. Er entdeckte bei dieser Gelegenheit seine Neigung zur Botanik und beschäftigte sich mit dem Sammeln und Bestimmen der vielfältigen heimatlichen Heilpflanzen. Sein erstes Herbarium entstand.
Den Ausbildungsabschnitt schloss er 1927 mit dem „pharmazeutischen Vorexamen“ zum Apothekerassistenten ab. Sein zweites Apotheker-Praktikumsjahr übte er als Assistent in einer Apotheke in Rottenburg am Neckar aus. Parallel dazu arbeitete er bereits am botanischen Institut der Universität Tübingen und in der Universitätsbibliothek.
Mit dem weiterhin im Vordergrund stehenden Ziel Orientalistik studierte er 1928 in Tübingen ein Semester Botanik und bei Enno Littmann Persisch. Um die seit zwei Generationen im Familienbesitz befindliche Apotheke nicht aufzugeben, wechselte er zu einem Studium der Pharmazie und beendete es 1933 mit seiner Approbation.S. 146 In der schwierigen wirtschaftlichen Lage jener Zeit war er zwei Jahre in der Weilerschen Apotheke tätig. Danach nahm er das Studium der Botanik mit dem Hauptaugenmerk auf iranischer Flora in Tübingen wieder auf.S. 526 Er erhielt 1935 eine Assistentenstelle am Botanischen Institut bei Walter Zimmermann und heiratete Eugenie Haslach aus seinem Heimatort.

### Kriegsjahre
Während der Kriegsjahre übernahm Karl Hummel die Lehrstuhlvertretung für Walter Zimmermann, hielt Vorlesungen in Pharmakognosie (Wissenschaft der vergleichenden Pflanzenanatomie) und wurde bei ihm 1943 zum Doktor der Naturwissenschaften promoviert.
Die für die Hauptstadt Berlin immer bedrohlicher werdenden Kriegsereignisse, insbesondere die britischen Luftangriffe auf Berlin im Spätherbst 1943 und schließlich die im Januar 1945 auf Berlin vorrückenden russischen Truppen, veranlassten die nationalsozialistische Regierung, kriegswichtige Unternehmen, Geheimprojekte und Universitätsinstitute in den Raum zwischen Neckar und oberer Donau (heutiger Zollernalbkreis südlich Tübingen) zu verlegen.
So gelangten die mit IBM verbundene Deutschen Hollerith-Maschinen Gesellschaft und Teile des Kaiser-Wilhelm-Instituts für Physik sowie das sogenannte Uranprojekt nach Hechingen. Das Kaiser-Wilhelm-Institut für Chemie unter Otto Hahn, Erich Bagge und Carl Friedrich von Weizsäcker zog zeitgleich mit dem für Physik nach Tailfingen um, wo sich bei Kriegsende auch Paul Harteck, Walther Gerlach, Horst Korsching und Max von Laue befanden. Das 1944 ebenfalls nach Hechingen verlegte Kaiser-Wilhelm-Institut für Biologie unter Max Hartmann, Fritz von Wettstein und Emmy Stein ging 1952 nach Tübingen. Für das Uranprojekt zunächst in Berlin im Bunker weiter forschende Physiker wie Werner Heisenberg und Karl Wirtz kamen im Januar 1945 ebenfalls ins Hechinger Laboratorium, nachdem ihr Forschungsreaktor über Stadtilm in Thüringen nach Haigerloch gebracht und in einem Felsenkeller aufgebaut worden war.
Auf diese Weise ergaben sich für den Doktoranden und Tübinger Universitätsassistenten Hummel außergewöhnliche Gelegenheiten für Begegnungen und Diskussionen mit dieser damaligen Elite von Wissenschaftlern in unmittelbarer Nähe, was ihm für seine später initiierten Lindicher Gespräche wichtige Anregungen gab.
Als Nicht-Parteimitglied und gläubigem Katholiken war Karl Hummel in der Zeit des Nationalsozialismus keine weitere wissenschaftliche Karriere möglich.S. 146

### Tübingen – Hechingen
Als bei Kriegsende April 1945 der Universitätsbetrieb eingestellt wurde, übersiedelten Karl und Eugenie Hummel mit ihren vier Kindern von Tübingen ins Westallgäu und zogen 1947 nach dem Tode des Vaters Max Hummel in die elterliche Apotheke in Weiler.
Bei der Neueröffnung der Universität Tübingen im Oktober 1945 war Karl Hummel als Mann der „Ersten Stunde“ mit dabei. In seiner anekdotischen Beschreibung der Anreise nach Tübingen deutet Hartmann menschliches Verhalten und Denkweise des Wissenschaftlers an: Karl Hummel trat entsprechend den zeitlichen und wirtschaftlichen Umständen die Fahrt auf dem Fahrrad an, das ihm jedoch während eines Kirchenbesuchs in Riedlingen mitsamt Gepäck – unter anderem seiner wertvollen Habilitationsschrift – gestohlen wurde. Er gab jedoch nicht auf, sondern setzte seinen Weg zu Fuß und auf Milchfuhrwerken fort. Über den Dokumentenverlust tröstete er sich mit der Vorstellung, Gott habe ihm Gelegenheit zu einer neuen, besseren Habilitationsschrift geben wollen. Mit dieser erhielt  er 1946 die Hochschullehrbefähigung für das Fach Pharmakognosie und die Ernennung zum Dozenten der Universität Tübingen.S. 146
1947 erhielt Karl Hummel vom alliierten Kontrollrat eine Zusatzaufgabe. Er wurde zusammen mit dem späteren Generaldirektor Helmut Cimbal als Treuhänder der im Krieg in den Zollernalbkreis verlagerten Deutsche Hollerith-Maschinen Gesellschaft mbH (DEHOMAG) eingesetzt (1949 in IBM (Hauptsitz Sindelfingen) umbenannt).

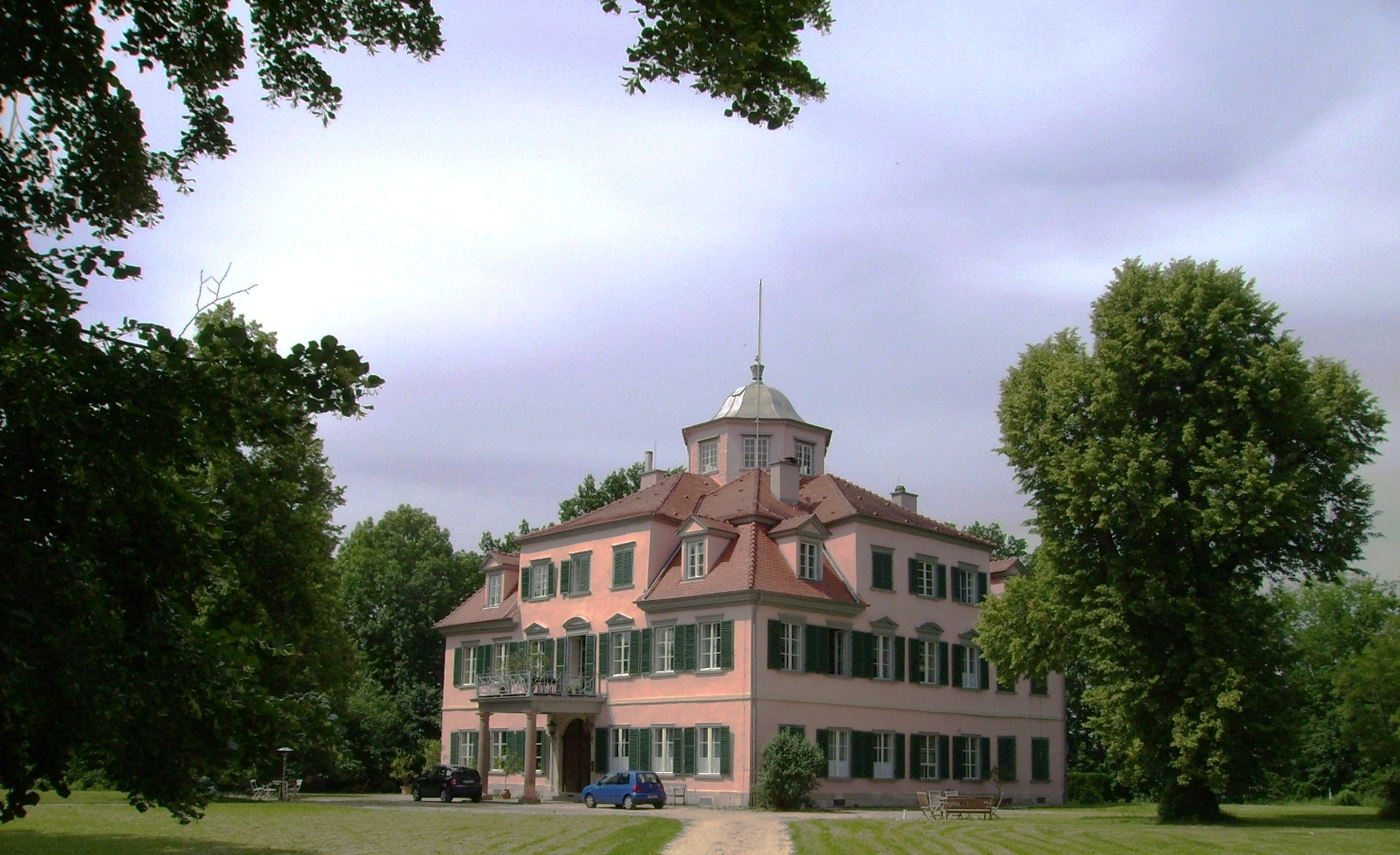
Schloss Lindich bei Hechingen

Mit Unterstützung des Landes und Angehörigen des Lehrkörpers der Universität wich Karl Hummel 1946/1947 den beengten Verhältnissen im botanischen Institut der Universität Tübingen ausS. 146 und richtete auf Schloss Lindich bei Hechingen das universitätsunabhängige Fürstin-Eugénie-Institut für Heilpflanzenforschung der Gesellschaft für naturwissenschaftliche und christliche Bildung e. V. ein,S. 153 das bis 1976 unter seiner Leitung stand.
Dieses Institut diente als Forschungsstätte für Doktoranden und bot Geistes- und Naturwissenschaftlern eine Begegnungsstätte für wissenschaftliche Aussprache und Fortbildung (sogenannte Lindicher Gespräche). Den Rahmen hierzu gab ein großer Arzneipflanzengarten sowie mehrere pharmakognostische und wissenschaftsgeschichtliche Sammlungen von tausenden getrockneten Pflanzen.S. 527
Karl Hummel beendete 1968 seine Lehrtätigkeit in Tübingen, führte aber seine wissenschaftliche Arbeit am Botanischen Institut bis zu seinem Tode weiter.

### Iran
Auch in seinem zweiten Interessens- und Wissensgebiet, der Orientalistik, war Karl Hummel aktiv und förderte die Beziehungen zwischen dem Orient und Europa.  Aus seiner Unterstützung iranischer Studenten entstand 1960 ein Kooperationsauftrag zur Gründung der Medizinischen Fakultät an der neuen Medizinischen Hochschule Gundischapur (Ahvaz Jundishapur University of Medical Sciences) in Ahwas, Provinz Chuzestan im Südiran, worauf für 1960/1961 eine Gastprofessur für Botanik (in persischer Sprache) folgte.S. 153
An der Täbris-Universität der Medizinwissenschaften in Täbris, Provinz Ost-Aserbaidschan im Nordiran veranstaltete Hummel ein Seminar mit dem Ziel, eine persische Nomenklatur der Pflanzen zu entwickeln.
1975 verlieh ihm Schah Mohammad Reza Pahlavi in Anerkennung seiner Verdienste um die deutsch-iranische Zusammenarbeit das Kommandeurkreuz des Himayoun-Ordens. Die Auszeichnung übergab ihm der damalige persische Botschafter  auf Schloss Lindich und lud ihn gleichzeitig für das Studienjahr 1975/1976 als Gastprofessor an der Pharmazeutischen Fakultät der Universität Teheran ein. In der folgenden Periode 1976/1977 gründete Hummel an der gleichen Fakultät ein Labor für die Bestimmung und die Nomenklatur iranischer Pflanzen.
Die iranische Revolution beendete die Vorlesungstätigkeit, der Kontakt zu den iranischen Studenten riss jedoch nicht ab.S. 527
Im Jahr seiner Pensionierung (1968) gründete er zusammen mit Mahmud Kuros in Bonn die Deutsch-Iranische Gesellschaft.

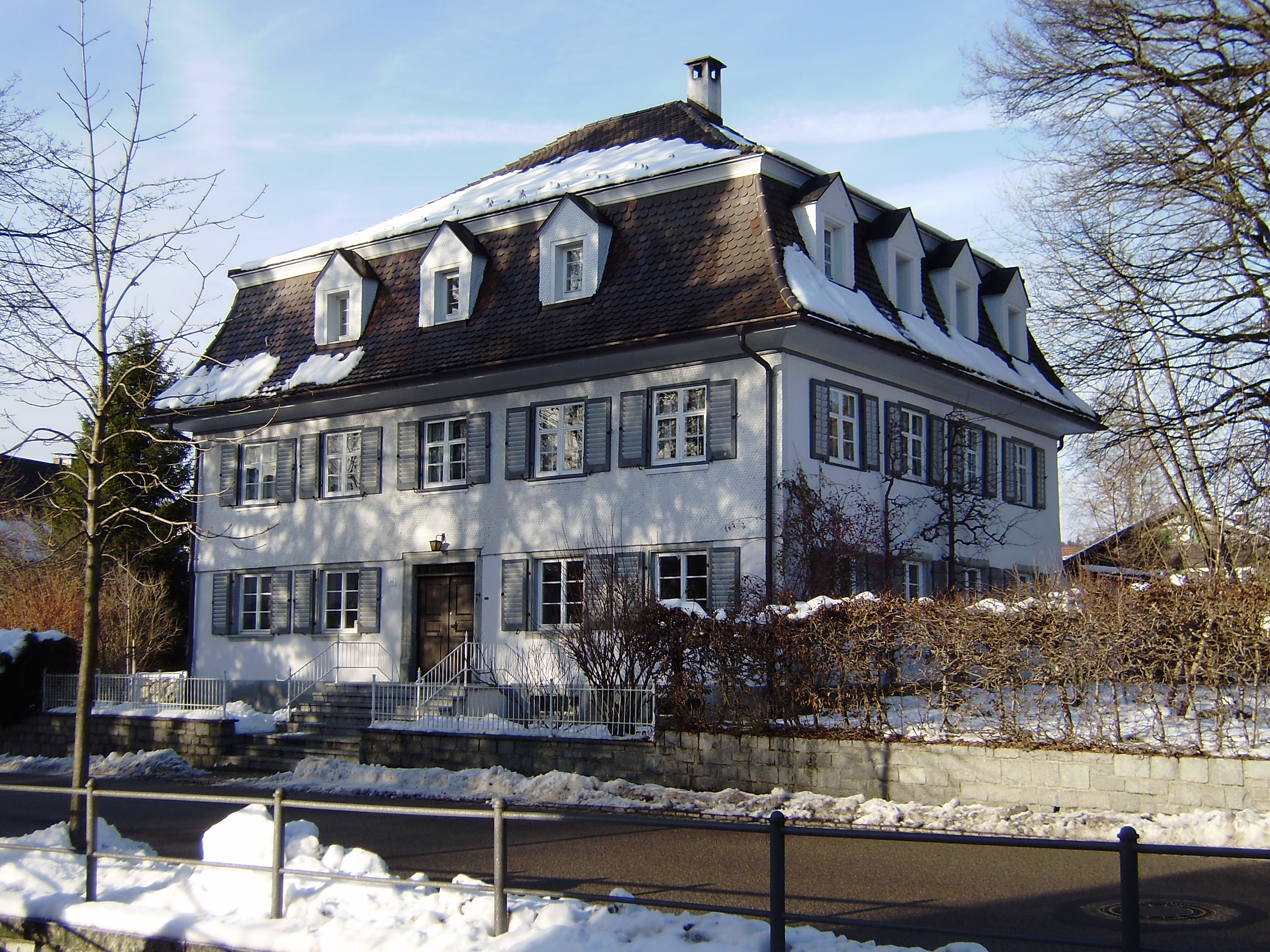
Villa Hummel

### Apotheke
Der Apotheker Josef Abler aus Tettnang hatte 1807 die erste Apotheke in Weiler im Gebäude der heutigen Raiffeisenbank eröffnet. 1842 übernahm sie Apotheker Sprenger und verlegte sie in die Hauptstrasse 42.
Karl Hummels Großvater, der Apotheker Ignaz Hummel aus Legau erwarb 1862 Apotheke mitsamt Gebäude (später „Villa Hummel“ genannt) und führte sie bis zu seinem frühen Tod im Jahr 1882. Dessen Sohn Max Hummel studierte zu diesem Zeitpunkt noch Pharmazie in München. Nach seinem Examen verwaltete er zunächst die Apotheke erwarb sie schließlich 1893. 1886 eröffnete er in Lindenberg in der Hauptstrasse 69, dem heutigen „Cafe Herberger“ die sogenannte „Hummel-Filiale“ und betrieb sie unter der Leitung eines Verwalters bis 1904, als Lindenberg eine eigene selbständige Apotheke erhielt.
Nach dem Tod seines Vaters Max 1947 ließ der in Tübingen tätige aber in Weiler wohnende Karl Hummel die Apotheke von einem Verwalter leiten. Als Hummel 1968 seine Lehrtätigkeit in Tübingen beendete, jedoch seine wissenschaftliche Arbeit am Botanischen Institut fortsetzte, übertrug er die Apotheke seinem Sohn Norbert. Norbert Hummel baute zusätzlich eine eigene pharmazeutische Produktion auf und führte die Apotheke bis zu seinem Tod 1982. Die Hummels hatten die Apotheke 1968 von der Familienvilla in das ehemalige „Kaufhaus Heim“ in der Fridolin-Holzer-Straße 13 und 1977 weiter in das neue Sparkassengebäude Ecke Haupt-/Bahnhofstraße verlegt, wo sie sich noch heute befindet.

Stationen der Apotheke
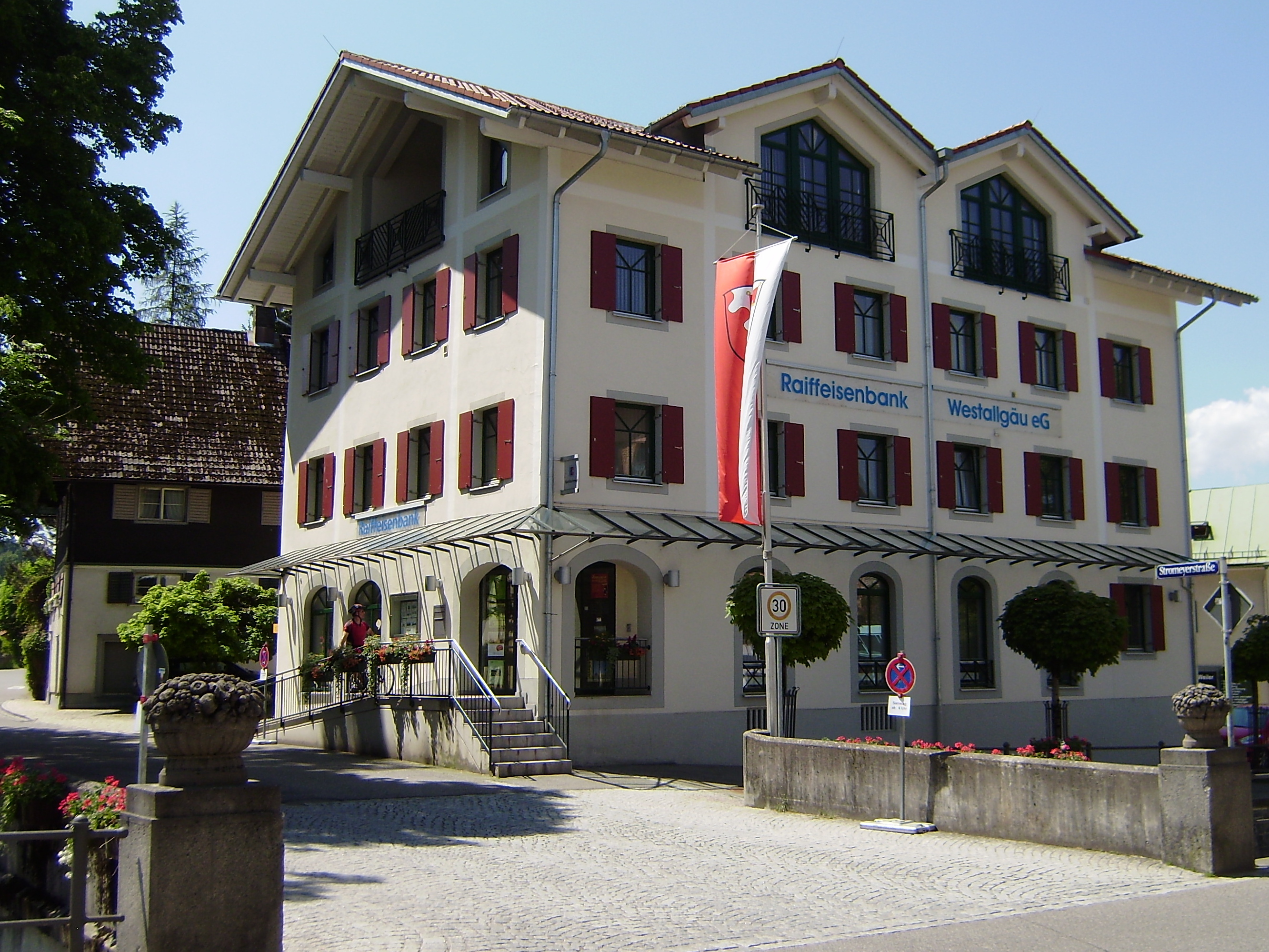
1807–1842 im späteren Gebäude der Raiffeisenbank
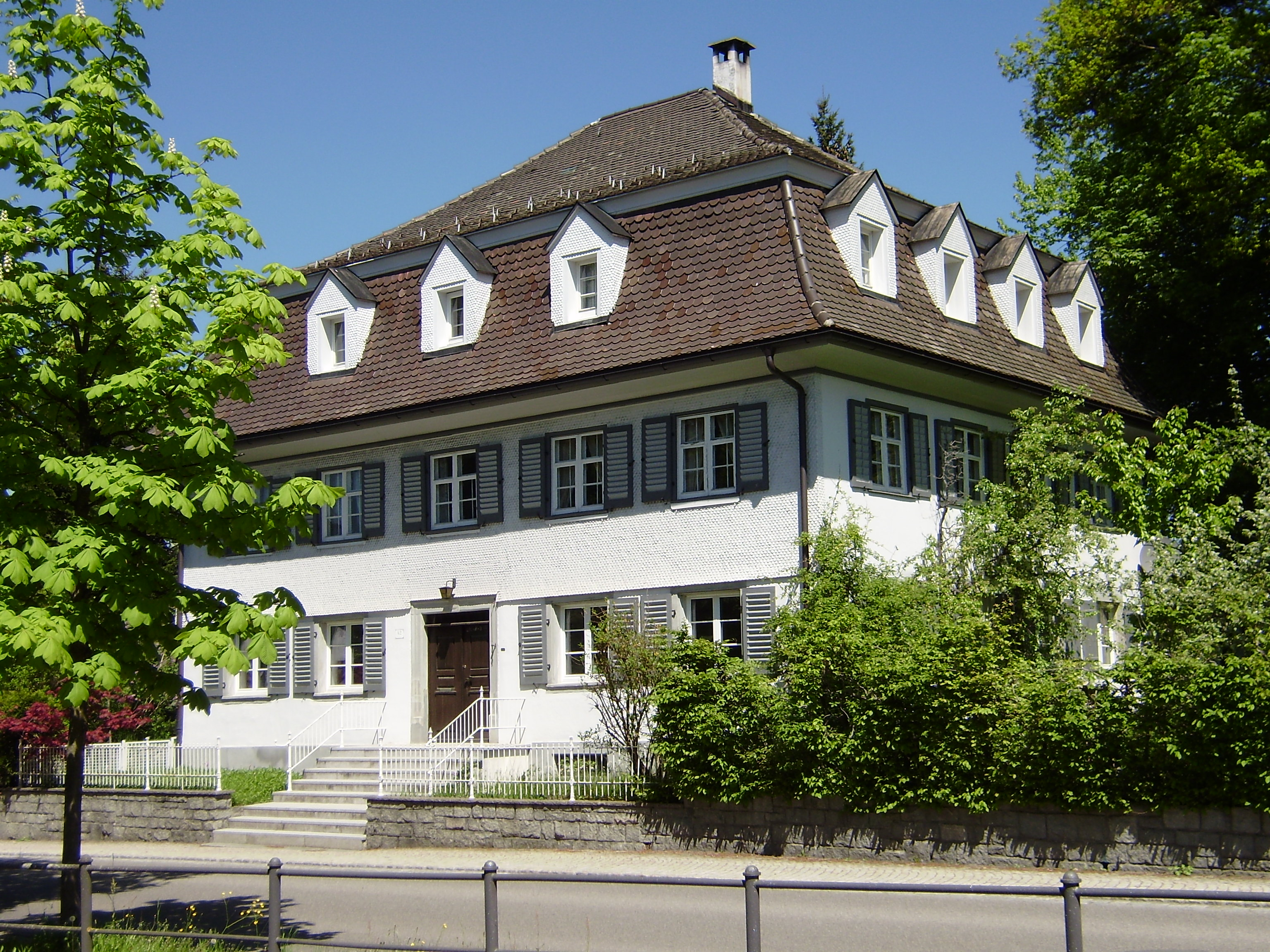
1842–1968 in der Villa Hummel
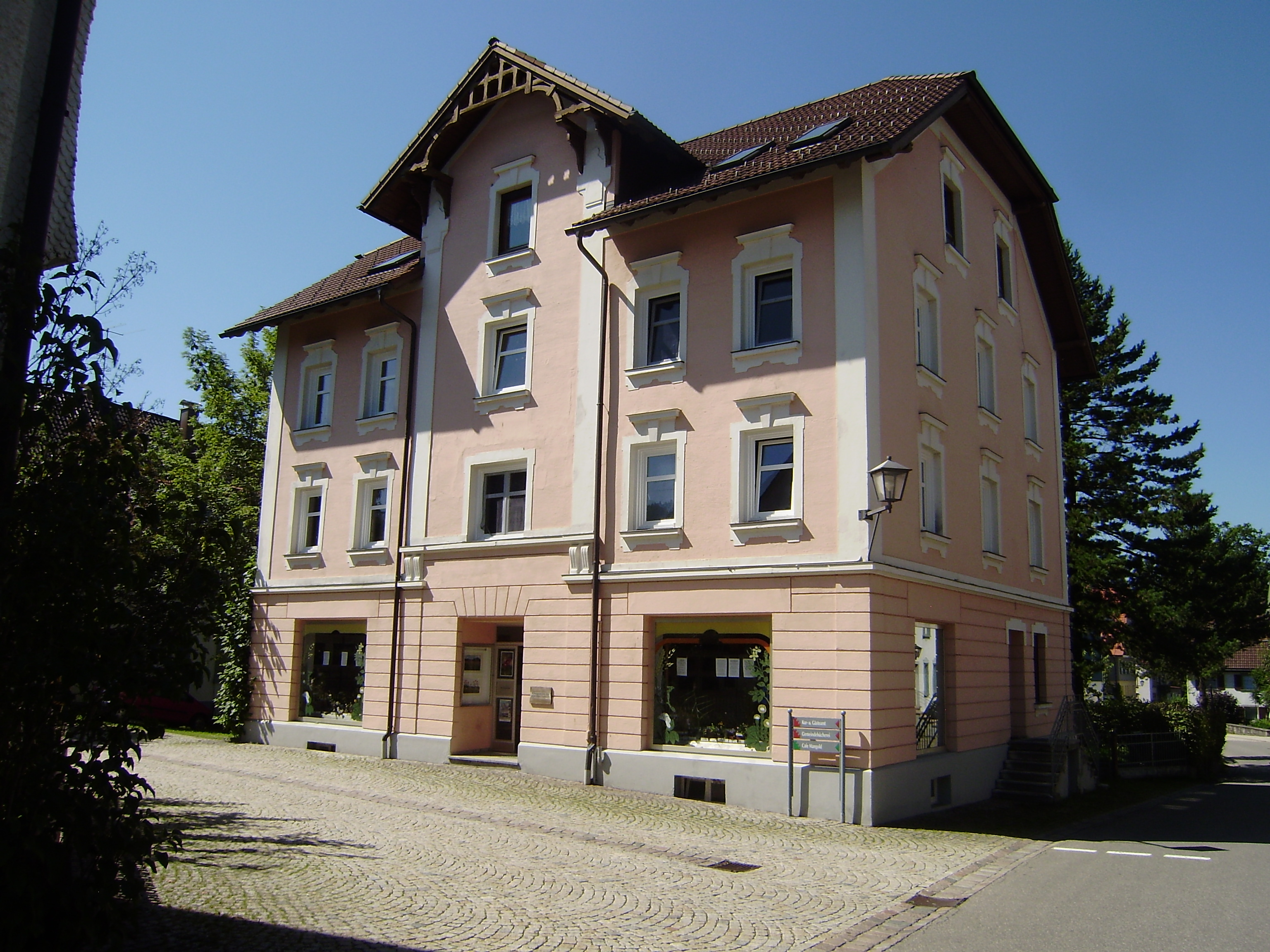
1968–1977 im ehemaligen Kaufhaus Heim
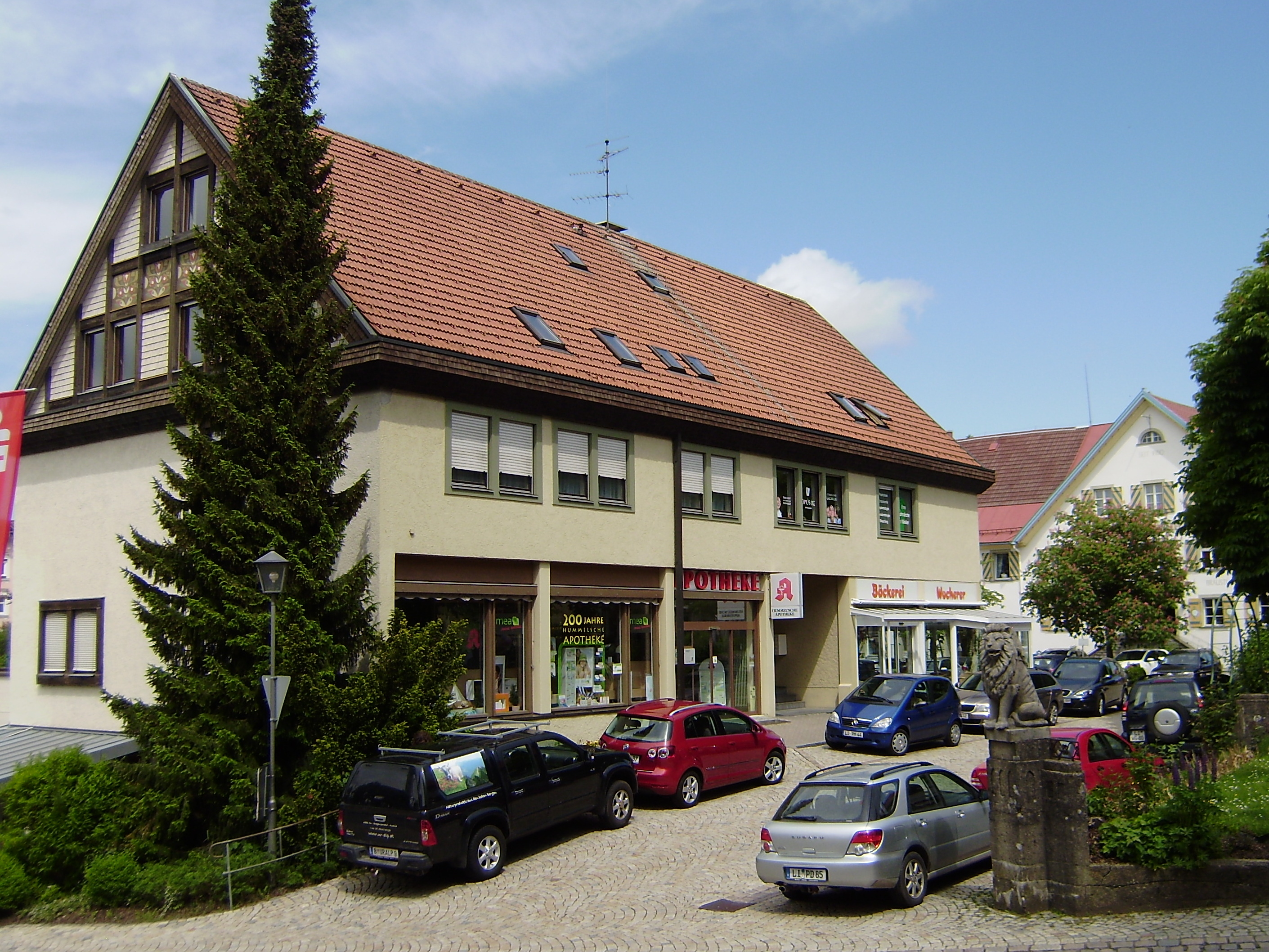
Ab 1977 im neuen Sparkassengebäude

### Lokale Engagements
Trotz seiner späteren Universitätslaufbahn blieb Karl Hummel immer in Weiler ansässig und dem Ort in vielerlei Hinsicht verbunden.
Er setzte sich für die Erhaltung der natürlichen heimatlichen Umgebung ein und wirkte von 1953 bis 1967 als Naturschutzbeauftragter des Landkreises. Für die Öffentlichkeit schuf er 1979/1980 im Erdgeschoss des Heim-Hauses eine pflanzenkundliche Schausammlung mit Exponaten heimischer Pflanzen, Schautafeln und erläuternden Texten.
Karl Hummel unterstützte darüber hinaus Maßnahmen zur Rettung und zum Ausbau von natürlichen, kulturellen und städtebaulichen Besonderheiten seines Heimatortes.
Für seine Verdienste erhielt er 1985 die Umweltmedaille des Bayerischen Staatsministeriums.

## Familienstammliste
1. Ignaz Hummel († 1882) aus Legau, erwarb 1842 die Apotheke.
  1. Max Hummel († 1947) ⚭ Philomena geb. Wachter (1868–1949), eine Schwester der drei  Käsereiinhaber Johann-Baptist, Heinrich und Karl Wachter aus Ellhofen,[1] seit 1882 Apotheker in Weiler, erwarb die Apotheke 1893
    1. Karl Hummel (* 1902 in Weiler; † 1987 ebenda) ⚭ 1935 Eugenie geb. Haslach (1906–2000), pharmazeutischer Botaniker, orientalischer Philologe und Apotheker in Weiler
      1. Edith Weber geb. Hummel (* 1936)
      2. Bernhard Hummel (* 1938)
      3. Norbert Hummel (1940–1982), 1968–1982 Apotheker in Weiler
      4. Brigitte Hummel (1942–1987), Sozialpädagogin

## Nachlass
Das Universitätsarchiv Tübingen verwahrt den Gelehrtennachlass Hummels aus den Jahren 1947 bis 1987 und verzeichnet mit einem Umfang von 57 Nrn, 1,5 lfm:
- Wissenschaftliche Manuskripte und Exzerpte (54 Nrn, um 1947–1987)
- Korrespondenz A–Z (1950–1955, 1974–1985)
- Korrespondenz mit Iran, Indien etc. (1 Nr, 1966–1980).
- Biographische Materialien, Bibliographie (2 Nrn.).[11]

- Das Herbarium Tubingense und andere botanische Sammlungen; darin Die große Tee- und Gewürzsammlung Karl Hummels

## Veröffentlichungen
- Die relative Chronologie der alten Prosa-Upanischaden. Dissertation (Indologie). 1925.
- Die Bestimmung geschnittener Drogen in Tecmischungen. Tabellen mit Erläuterung zum Gebrauch in Unterricht und Praxis. Verlag G. Fischer, 1937.
- Die Vegetationsrhythmik einiger Arten und Rassen von Anemone subg. Pulsatilla. Dissertation (Botanik). 1943.
- Die Periodizität der Blütenentwicklung bei Vorfrühlingsblühern. Habilitationsschrift. 1946.
- Herkunft und Geschichte der pflanzlichen Drogen. Wissenschaftliche Verlagsgesellschaft, Stuttgart 1957.
- Johannes Cornelis Theodorus Uphof, Karl Hummel, Karin Staesche: Plant hairs. In: Handbuch der Pflanzenanatomie. Verlag Gebrüder Borntraeger, 1962, ISBN 3-443-14015-7. (Original am 1. Juni 2006 von der University of Michigan digitalisiert.)
  - Anatomie des Blattes – Blattanatomie der Angiospermen – Entwicklungsgeschichtliche und topographische Anatomie des Angiospermenblattes.
  - Die Verbreitung der Haartypen in den natürlichen Verwandtschaftsgruppen.
- Ulrich Weber, Karl Hummel: Geschnittene Drogen – ein Hilfsbuch für Unterricht und Praxis., Gustav Fischer Verlag, Stuttgart 1965.
- Geistige Zusammenarbeit in der Ausbildung der Iraner in Deutschland für Iran: Vorträge des Seminars Lindich. Seminar vom 23.–24. Juli 1971, Band 2, Seminar (Lindich). 1972.
- Geistige Zusammenarbeit in der Ausbildung der Iraner in Deutschland für Iran. 2. Folge. 1972. (Seminar vom 23.–24. Juli 1972)
- Mit Dorothea Kümmerer: Pflanzenschönheiten – zugleich Einführung in die Pflanzenkundliche Schausammlung im Heim-Haus in Weiler. Verlag Felix-Wankel-Stiftung, 1975.
- Karl Hummel, Klaus Dobat, Franz Oberwinkler: Die Sammlungen des Lehrbereichs für spezielle Botanik der Universität Tübingen. Lehrstuhl Spezielle Botanik, Tübingen 1977.
- Geistige Zusammenarbeit – Vorträge des Seminars Lindich zur Ausbildung der Iraner in Deutschland für Iran. Seminar vom 30. April 1977, Band 7, 1977.